# Lev Perfilov
Lev Alekseievitch Perfilov (en russe : Лев Алексеевич Перфилов), né le 13 février 1933 à Kolomna et décédé le 24 janvier 2000 à Kiev, est un acteur soviétique et ukrainien.

## Biographie
En 1956, Lev Perfilov est diplômé de l'École supérieure d'art dramatique Mikhaïl Chtchepkine. De 1956 à 1963, il est acteur du théâtre national d'acteur de cinéma, depuis 1963 - acteur du studio Dovjenko.
Il jouait principalement des rôles épisodiques et des rôles de soutien, et interprétait généralement les personnages négatifs. Au total, sa carrière compte 120 films. Il est fait artiste émérite de la RSS d'Ukraine en 1988.
Mort le 24 janvier 2000, il est enterré au cimetière boisé de Kiev.

## Filmographie
- 1956 : Pavel Kortchaguine (Павел Корчагин) de Alexandre Alov et Vladimir Naoumov : Frantz Klavitchek
- 1957 : Le Duel (Поединок) de Vladimir Petrov : Lobov
- 1971 : Olessia  (Олеся) de Boris Ivtchenko : l'aubergiste
- 1971 : La Hardiesse (Дерзость) de Gueorgui Jungwald-Khilkevitch : garde (non crédité)
- 1972 : Boumbarache (Бумбараш) de Nikolaï Racheïev et Abram Naroditski (ru) :  : frère de Boumbarache
- 1973 : Et l'acier fut trempé (Как закалялась сталь) de Nikolaï Machtchenko : Yarochevski
- 1976 : Les Jours des Tourbine de Vladimir Bassov :
- 1979 : Il ne faut jamais changer le lieu d'un rendez-vous de Stanislav Govoroukhine : photographe criminaliste
- 1979 : Les Aventures d'Elektronik (Приключения Электроника) d'Konstantin Bromberg : Lioug
- 1981 : Les Aventures de Tom Sawyer et Huckleberry Finn (Приключения Тома Сойера и Гекльберри Финна) de Stanislav Govoroukhine : pasteur
- 1982 : Les larmes coulaient (Слёзы капали) de Gueorgui Danielia : propriétaire de piano
- 1983 : Le Fourgon vert (Зелёный фургон!) d'Aleksander Pavlovski : rabatteur
- 1986 : Kin-dza-dza! (Кин-дза-дза!) de Gueorgui Danielia : Kyrr
- 1989 : Un dieu rebelle (Es ist nicht leicht ein Gott zu sein) de Peter Fleischmann : Budach Impersonator

## Source
- (ru) Cet article est partiellement ou en totalité issu de l’article de Wikipédia en russe intitulé « Перфилов, Лев Алексеевич » (voir la liste des auteurs).